# 응오쓰엉씨
응오쓰엉씨(베트남어: Ngô Xương Xí / 吳昌熾)는 베트남 응오 왕조의 제4대 왕(재위: 965년 ~ 968년)이자 십이사군 중 한 사람이다. 오사군(吳使君)이라 불린다.

## 생애
응오쓰엉응업의 아들로 태어났다. 
965년, 응오쓰엉반이 죽자 뒤를 이었으나 십이사군의 난이 발발하여 평교(平橋, 현재의 타인호아성)를 거점으로 하였다. 
968년, 딘보린에게 패배하여 항복하니 이로써 응오 왕조가 멸망하였다.
| 전 임 응오쓰엉반 | 제4대 응오 왕조의 왕 965년 ~ 968년 | 후 임 (멸망) |